# ديلان كيد
ديلان كيد (بالإنجليزية: Dylan Kidd)‏ هو منتج أفلام وكاتب سيناريو ومخرج أمريكي، ولد في 30 أغسطس 1969 في ماساتشوستس في الولايات المتحدة.

## وصلات خارجية
- ديلان كيد على موقع IMDb (الإنجليزية)
- ديلان كيد على موقع ألو سيني (الفرنسية)
- ديلان كيد على موقع أول موفي (الإنجليزية)
- ديلان كيد على موقع قاعدة بيانات الأفلام السويدية (السويدية)
- ديلان كيد على موقع قاعدة بيانات الفيلم (الإنجليزية)
- ديلان كيد على موقع كينوبويسك (الروسية)